# IJzer (element)
IJzer is een scheikundig element met symbool Fe (uit het Latijn: ferrum) en atoomnummer 26. Het is een grijs, ruw overgangsmetaal. IJzer wordt gewonnen uit ijzererts, gedolven in ijzermijnen die in grote delen van de wereld voorkomen. 
In de volksmond wordt de term ijzer vaak gebruikt voor materiaal dat eigenlijk staal heet, een legering van ijzer en koolstof.

## Ontdekking
Uit opgravingen blijkt dat rond 4000 v.Chr. ijzer al werd gebruikt in Sumer en het Oude Egypte voor speerpunten en ornamenten. Veelal was het ijzer hiervoor afkomstig van ingeslagen meteorieten (het zogenaamde meteoorijzer). De ijzeren dolk van Toetanchamon was waarschijnlijk gemaakt van meteoorijzer.
In de daarop volgende eeuwen werd het gebruik van ijzer verspreid naar Mesopotamië, Anatolië en het Midden-Oosten. IJzer was in die dagen een uiterst duur metaal. Van de handelaren van het kārum Kaneš uit ca. de 19e eeuw v.Chr. weten we bijvoorbeeld dat een sikkel ijzer tussen de 40 en 95 sikkelen zilver opbracht. Pas nadat men ontdekte hoe men ijzer op grote schaal uit zijn ertsen kon winnen en vervolgens smeden, werd het een betaalbare stof en nam het gebruik een hoge vlucht. IJzerbewerking werd in Griekenland geïntroduceerd in de late 11e eeuw voor Chr. Vanuit Griekenland verspreidde het zich snel over Europa.
IJzer werd in het antieke Italië geproduceerd door de Etrusken. Vanaf ca 100 v. Chr. was het een zeer gangbaar metaal waar gebruiksvoorwerpen voor de landbouw, dolken en nagels (constructies) uit vervaardigd werden.
Tussen de 12e eeuw v.Chr. en de 10e eeuw v.Chr. nam ijzer de plaats van brons over bij de productie van gereedschappen en wapens. Deze overgang van brons naar ijzer, die de ijzertijd inluidde, werd niet zozeer veroorzaakt door betere eigenschappen van ijzer, maar meer door sterk geslonken beschikbaarheid van tin, een hoofdbestanddeel van brons. In het Midden-Oosten ontdekte men dat de kwaliteit kon worden verbeterd door het ruwe ijzererts te verhitten in een bed van houtskool. Later werd dit procedé bekend als carbonisatie. In China werd het principe van de hoogoven bedacht en kon de kwaliteit van het ijzer verder worden verbeterd. Er kwam dan meer koolstof in het ijzer waardoor al een soort staal ontstond.

## Etymologie
Het woord ijzer, van Middelnederlands iseren, is afkomstig van het Oergermaanse *īsarnan, waaruit Nederduits Iesen, Duits Eisen, Engels iron, Deens jern ontstaan zijn. In de periode van de La-Tène-cultuur (laatste 500 jaar v.Chr.) is het ontleend aan Gallisch īsarnon (vergelijk Iers iarann en Welsh haearn). Men veronderstelt wel afleiding van het Proto-Indo-Europees *ésh₂r̥ ‘bloed’.

## Toepassingen en gebruiksmogelijkheden
Van alle bekende metalen wordt ijzer het meest gebruikt, tegenwoordig vooral in de vorm van staal. Omdat het goedkoop en sterk is wordt het gebruikt voor bijvoorbeeld auto's, schepen en voor het bouwen van grote constructies.
Andere toepassingen van ijzer zijn:
- In transformatoren (als weekijzer of als ferriet).
- Gietijzer, waarbij het gesmolten ijzer in een vuurvaste vorm wordt gegoten. Zie ook: IJzeroer.
- Welijzer, ook wel getrokken ijzer genoemd.
- Smeedijzer, vroeger ambachtelijk vervaardigd door een smid in een smederij.
- Als katalysator in de Haber-Weiss-reactie

## Opmerkelijke eigenschappen
IJzer is net als nikkel en kobalt een ferromagnetisch metaal.
De kern van de meest voorkomende ijzerisotoop ijzer-56 heeft de op één na hoogste bindingsenergie (per kerndeeltje) van alle elementen, waardoor ijzer het zwaarste element is dat exotherm kan worden gemaakt door fusie en het lichtste element dat zonder energieverlies kan worden gemaakt door kernsplijting. Dit verklaart waarom het element zeer veel voorkomt in het heelal. De totale massa ijzer in het universum bedraagt meer dan 100 keer die van alle zwaardere elementen tezamen. Met 32,1% is ijzer het element dat het meest voorkomt in de samenstelling van de aarde.

## Verschijning
De aardkorst bestaat voor ongeveer 5% uit ijzer, meest voorkomend als het mineraal hematiet; ijzer(III)oxide (Fe2O3). Zuiver ijzer wordt hieruit geïsoleerd door het erts bij hoge temperatuur te reduceren met koolstof. In vrijwel alle delen van de wereld zijn ijzermijnen te vinden. De grootste wingebieden liggen in China, Brazilië, Australië, Rusland en India, samen goed voor ongeveer 70% van de wereldproductie.
{\displaystyle {\ce {2 Fe2O3 + 3C -> 4 Fe + 3 CO2}}}
In het heelal komt ijzer naar verhouding tot zijn hoog atoomnummer nog relatief veel voor omdat het het laatste scheikundige element is dat door kernfusie wordt geproduceerd in superzware sterren (nucleosynthese). Dat is waarschijnlijk ook waarom de aardkern, verantwoordelijk voor 35 % van de massa van de aarde, hoofdzakelijk bestaat uit ijzer in een legering met nikkel. IJzer komt veelvuldig voor in de kern van alle terrestrische planeten en van de Maan.
In de mantel van de aarde komt ijzer voor in gebonden vorm. Door de grote hoeveelheden ijzer in de korst en in de mantel is ijzer het meest voorkomende scheikundige element op aarde (gerekend als fractie van de totale massa). In de korst is het slechts het vierde element na zuurstof, silicium en aluminium.

## IJzerverbindingen
IJzer kan binaire verbindingen aangaan met halogenen en chalcogenen.
Verbindingen met Fe2+ werden vroeger aangeduid met ferro- voor Fe(II), Fe3+ met ferri- voor Fe(III) en Fe4+ met ferryl- voor Fe(IV), naargelang de oxidatietoestand. Bijvoorbeeld ferrocyanide en ferricyanide (de twee toestanden van hexacyanoferraat). De huidige anorganische nomenclatuur volgens de IUPAC raadt deze benamingen af.

## Isotopen
| Stabielste isotopen | Stabielste isotopen        | Stabielste isotopen      | Stabielste isotopen      | Stabielste isotopen      | Stabielste isotopen      |
| Isotoop             | Relatieve aanwezigheid (%) | Halveringstijd           | vervalvorm               | vervalenergie (MeV)      | vervalproduct            |
| ------------------- | -------------------------- | ------------------------ | ------------------------ | ------------------------ | ------------------------ |
| 54Fe                | 5,845                      | stabiel met 28 neutronen | stabiel met 28 neutronen | stabiel met 28 neutronen | stabiel met 28 neutronen |
| 55Fe                | syn                        | 2,73 j                   | EV                       | 2,603                    | 55Mn                     |
| 56Fe                | 91,754                     | stabiel met 30 neutronen | stabiel met 30 neutronen | stabiel met 30 neutronen | stabiel met 30 neutronen |
| 57Fe                | 2,119                      | stabiel met 31 neutronen | stabiel met 31 neutronen | stabiel met 31 neutronen | stabiel met 31 neutronen |
| 58Fe                | 0,282                      | stabiel met 32 neutronen | stabiel met 32 neutronen | stabiel met 32 neutronen | stabiel met 32 neutronen |
| 59Fe                | syn                        | 44,503 d                 | β−                       | 1,565                    | 59Co                     |
| 60Fe                | syn                        | (2,62 ± 0,04)×106 j      | β−                       | 3,978                    | 60Co                     |

In de natuur komen vier stabiele ijzerisotopen voor waarvan ijzer-56 de meest voorkomende is. IJzer-60 is een erg lang levende radioactieve isotoop en is van groot belang bij onderzoek naar de oorsprong van het zonnestelsel.

## Toxicologie en veiligheid
Hoewel ijzer als bestanddeel van o.a. hemoglobine in het menselijk lichaam noodzakelijk is, is het mogelijk er te veel van in het lichaam te hebben; deze ziekte heet hemochromatose, Dit kan organen als de lever, het hart en endocriene organen (alvleesklier) aantasten.

## IJzer in voeding
In organismen speelt ijzer een belangrijke rol. Het eiwit hemoglobine dankt zijn activiteit aan ijzerionen en ijzer is ook een belangrijk bestanddeel van veel enzymen. Dit ijzer zit in veelal eiwithoudende voedselbronnen zoals vlees, vis, granen, peulvruchten en bonen. Het menselijk lichaam heeft dagelijks ongeveer 15 mg ijzer nodig. Als supplement bij bloedarmoede kan ijzer worden gegeven in verschillende verbindingen. Onder andere als ferrosulfaat, ferrogluconaat, ferrochloride, ferrofumaraat en ferrosuccinaat.

## Video
- Lezing van professor Niels Deen (TU Eindhoven) over ijzer als mogelijke brandstof - Universiteit van Nederland